# Rudolf Westerheide

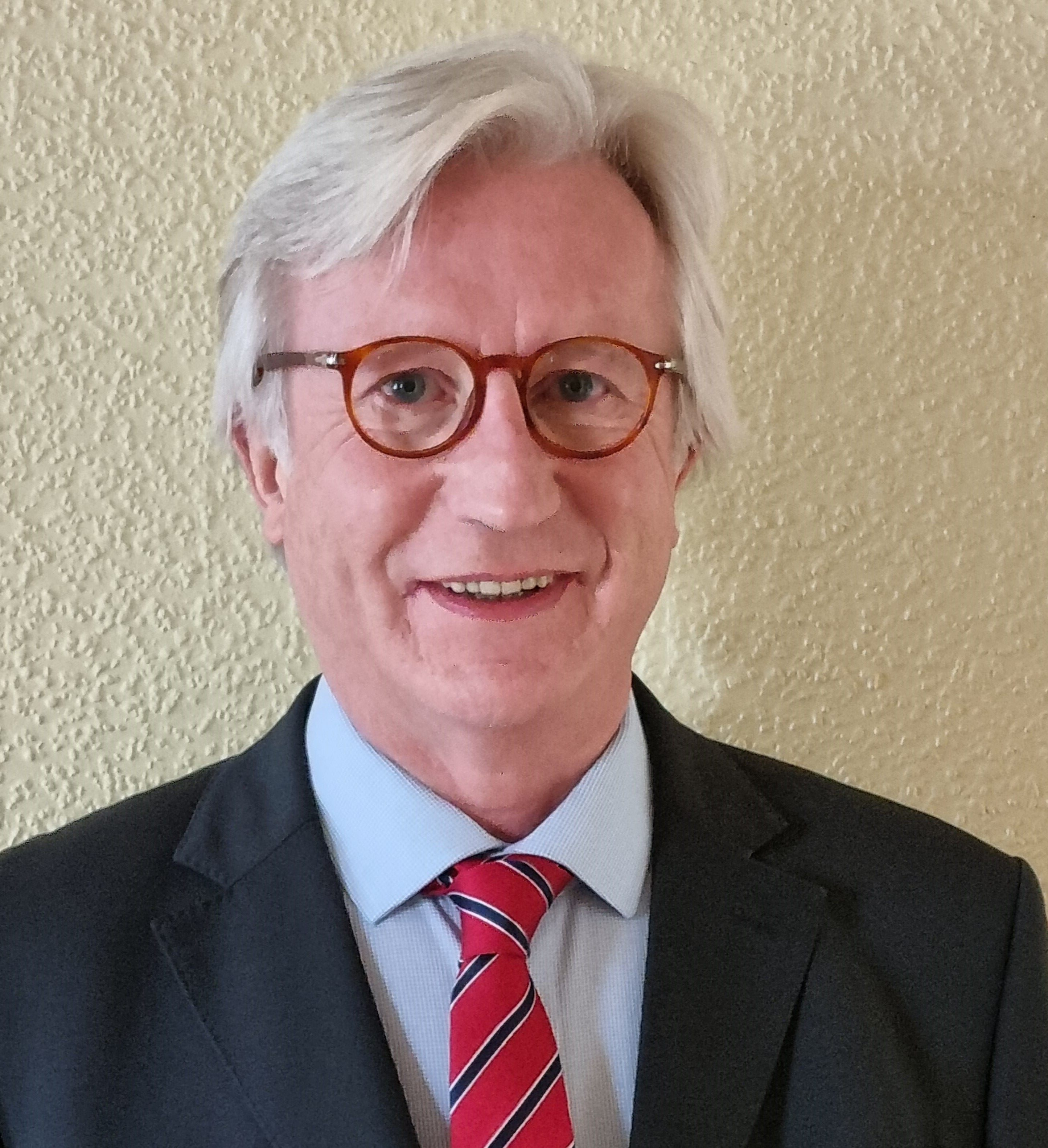
Rudolf Westerheide 2023

Rudolf Westerheide (* 6. Dezember 1960 in Oerlinghausen) ist ein deutscher evangelischer Theologe, Pfarrer der Lippischen Landeskirche, Buchautor und war langjähriger Leiter des Deutschen Jugendverbands „Entschieden für Christus“ (EC).

## Leben
Rudolf Westerheide wurde als achtes von neun Kindern geboren. Ab 1980 studierte er Evangelische Theologie in Krelingen, zwischen 1982 und 1984 in Marburg und danach in Tübingen. Zwischen 1986 und 1990 war er Studienassistent des Bodelschwingh-Studienhauses in Marburg. Danach folgte das Vikariat im Begatal und ab 1992 nach der Ordination eine Anstellung als Gemeindepfarrer in Extertal-Almena.
Ab 1997 war Westerheide Referent der Deutschen Evangelischen Allianz und dort neben Vortrags- und Verkündigungsdiensten in der Beratung und Schulung der örtlichen Allianzen sowie in der Leitung der Weltweiten und der Europäischen Evangelischen Allianz tätig. Von 2004 bis 2018 war er als Bundespfarrer Leiter des deutschen „Jugendverbandes Entschieden für Christus“. Danach kehrte er in die Lippische Landeskirche zurück und übernahm zunächst die Verwaltung zweier vakanter Gemeinden im Kalletal. 2019 wurde ihm eine Pfarrstelle für Vertretungsdienste und Begleitung von Gemeinden in Übergängen übertragen, um Neustrukturierungs- und Fusionsprozesse zu moderieren. Parallel dazu machte er die Ausbildung zum Systemischen Organisationsentwickler (wispo / DGSF), die er 2023 abschloss. Neben der pastoralen und strukturgebenden Arbeit ist er als Organisationsberater sowie überregional als Redner und Prediger aktiv.
Westerheide engagierte sich in verschiedenen Leitungsgremien wie dem Verwaltungsrat der Deutschen Bibelgesellschaft, der Fachgruppe III und des Lenkungsausschusses Fiba (Familie, Integration. Bildung und Armut) des Evangelischen Werkes für Diakonie und Entwicklung, von 2006 bis 2018 im Vorstand des Evangelischen Gnadauer Gemeinschaftsverbandes, als Mitglied des Bundesarbeitskreises der Bekenntnisbewegung Kein anderes Evangelium, beim „Jesus-Tag“ e. V. und beim Christlichen Mentoring Netzwerk e.V. Daneben engagiert sich Westerheide im Rotary Club Lemgo-Sternberg und war in der Wahlperiode 2016/17 dessen Präsident. Sie sehen sich „geeint durch den Willen anderen Menschen zu helfen, die nicht auf der Sonnenseite des Lebens zu Hause sind“.
Westerheide ist Autor mehrerer Bücher und vieler Zeitschriftenartikel. Er lebt mit seiner Frau Heidi in Lemgo. Beide haben drei erwachsene Töchter.

## Veröffentlichungen
- Geisterfüllung und Geistesgaben, Francke, Marburg an d. Lahn 1990, ISBN 978-3-88224-772-5.
- Reich Gottes – jetzt oder nie?! Theologische Leitlinien zur Verwirklichung der Gottesherrschaft, Idea, Wetzlar 1991 DNB 910966052.
- Geschichte oder Glaubensgut: zur Überlieferung und Zuverlässigkeit der Evangelien, Francke, Marburg an d. Lahn 1992, ISBN 978-3-88224-897-5.
- Der absolute Klick. Online mit Jesus, Brendow, Moers 2000, ISBN 978-3-87067-830-2.
- EINS – Wie wir als Christen glaubwürdig werden, Brockhaus, Wuppertal 2004, ISBN 978-3-417-24817-3.
- Die Bibel. 7 Gründe, warum ich sie lese, Neufeld Verlag, Schwarzenfeld 2006, ISBN 978-3-937896-32-8.
- Shampooflaschen, Plöpmob, Kleingedrucktes: Gott begegnen im Alltag, Born-Verlag, Kassel 2014, ISBN 978-3-87092-557-4.
- Gedacht. geglaubt. gelebt. – Impulse für einen Glauben mit Kopf, Herz und Hand, Born-Verlag, Kassel 2016, ISBN 978-3-87092-576-5.

als Mitautor
- mit Ulrich Eggers und Markus Spieker (Hrsg.): Der E-Faktor, SCM R. Brockhaus, Witten 2005, ISBN 978-3-417-24925-5.
- mit Christoph Morgner (Hrsg.): Jährliches Andachtsbuch zur Jahreslosung, Brunnen-Verlag, Gießen:
  - Das Lesebuch zur Jahreslosung 2014: Gott nahe zu sein ist mein Glück, 2013, ISBN 978-3-7655-4202-2.
  - Das Lesebuch zur Jahreslosung 2017: Ich schenke euch ein neues Herz und lege einen neuen Geist in euch, 2016, ISBN 978-3-7655-4295-4.
  - Das Lesebuch zur Jahreslosung 2021: Jesus Christus spricht: Seid barmherzig, wie auch euer Vater barmherzig ist (Lukas 6, 36), 2020, ISBN 978-3-7655-0754-0.
  - Das Lesebuch zur Jahreslosung 2023: Du bist ein Gott, der mich sieht, 2022, ISBN 978-3-7655-3685-4.
- Neukirchener Kalender, seit 2021
- Andachtsbuch Momento, seit 2021